# Zentralblatt der Bauverwaltung
La Zentralblatt der Bauverwaltung (jusqu'en 1902 : Centralblatt der Bauverwaltung) est une revue de langue allemande pour la construction et l'architecture. Elle est apparue pour la première fois le 2 avril 1881, est combiné avec le Zeitschrift für Bauwesen à partir de 1931 et est publié par la maison d'édition Wilhelm Ernst & Sohn à Berlin.

## Organisation et brève description du contenu
La revue est initialement dirigée par Otto Sarrazin (de) et Hermann Eggert. L'éditeur est le ministère prussien des Travaux publics jusqu'en mai 1920, puis le ministère prussien des Finances.
Le contenu du Zentralblatt comprend des communications officielles, des présentations de nouveaux bâtiments, des comptes rendus de concours et d'expositions, des critiques de livres et des nécrologies. En raison de la nature de l'éditeur, les nouveaux bâtiments discutés se concentrent sur les bâtiments publics tels que les écoles, les casernes, les bâtiments officiels et les installations de transport. Les églises qui reçoivent une subvention à la construction pour leur construction sont également présentées.
Dès le premier volume en 1881, le magazine paraît irrégulièrement, mais au moins une fois par semaine. À partir de 1898, le Zentralblatt est alors publié régulièrement deux fois par semaine. De 1924 jusqu'à son arrêt en 1931, la publication du Zentralblatt est réduite à une fois par semaine. Étant donné que chaque numéro est petit en nombre de pages, des articles plus longs apparaissent souvent dans des suites de plusieurs numéros, mais pas nécessairement dans des numéros consécutifs. À partir de 1870 environ, les gravures sur bois créées par Otto Ebel (de) façonnent le magazine pendant environ 20 ans. Jusqu'en 1899 au moins, quelques gravures sur bois d'architecture d'Ebel sont imprimées, bien qu'il soit déjà décédé en 1893.